# 尼尼微 (印第安納州)
尼尼微（英語：Nineveh）是位於美國印地安納州約翰遜縣的一個非建制地區。該地的面積和人口皆未知。